# Valerio Gildoni
 (janvier 2021).
La mise en forme du texte ne suit pas les recommandations de Wikipédia : il faut le « wikifier ».
Les points d'amélioration suivants sont les cas les plus fréquents :
- Les titres sont pré-formatés par le logiciel. Ils ne sont ni en capitales, ni en gras.
- Le texte ne doit pas être écrit en capitales (les noms de famille non plus), ni en gras, ni en italique, ni en « petit »…
- Le gras n'est utilisé que pour surligner le titre de l'article dans l'introduction, une seule fois.
- L'italique est rarement utilisé : mots en langue étrangère, titres d'œuvres, noms de bateaux, etc.
- Les citations ne sont pas en italique mais en corps de texte normal. Elles sont entourées par des guillemets français : « et ».
- Les listes à puces sont à éviter, des paragraphes rédigés étant largement préférés. Les tableaux sont à réserver à la présentation de données structurées (résultats, etc.).
- Les appels de note de bas de page (petits chiffres en exposant, introduits par l'outil «  Source ») sont à placer entre la fin de phrase et le point final[comme ça].
- Les liens internes (vers d'autres articles de Wikipédia) sont à choisir avec parcimonie. Créez des liens vers des articles approfondissant le sujet. Les termes génériques sans rapport avec le sujet sont à éviter, ainsi que les répétitions de liens vers un même terme.
- Les liens externes sont à placer uniquement dans une section « Liens externes », à la fin de l'article. Ces liens sont à choisir avec parcimonie suivant les règles définies. Si un lien sert de source à l'article, son insertion dans le texte est à faire par les notes de bas de page.
- La présentation des références doit suivre les conventions bibliographiques. Il est recommandé d'utiliser les modèles {{Ouvrage}}, {{Chapitre}}, {{Article}}, {{Lien web}} et/ou {{Bibliographie}}. Le mode d'édition visuel peut mettre en forme automatiquement les références.
- Insérer une infobox (cadre d'informations à droite) n'est pas obligatoire pour parachever la mise en page.

Pour une aide détaillée, merci de consulter Aide:Wikification.
Si vous pensez que ces points ont été résolus, vous pouvez retirer ce bandeau et améliorer la mise en forme d'un autre article.
Valerio Gildoni (Sansepolcro, 2 janvier 1969 - Nanto, 17 juillet 2009) est un officier militaire italien, colonel des Carabinieri et récipiendaire de la médaille d'or de la vaillance militaire .

## Biographie
Fils de Paola et Settimio (ancien maréchal carabinier de la station Sansepolcro), il entre très jeune à l'école militaire Nunziatella de Naples (cours 1984-1987 "Grifo"). Compagnon de cours d' Antonio De Crescentiis et de Ferdinando Scala, il a aussi étudié avec Francesco Forlani, Antonio Mele et Marco Mattiucci. Il fut admis en septembre 1987 à l' Académie de Modène avec le 169e cours "Orgoglio" (Fierté), en tant qu'élève-officier des Carabinieri.
Au fil des années, il accumule un curriculum d'études  remarquable, obtenant, entre autres, quatre diplômes ( droit, sciences politiques, sociologie et psychologie ).
Au cours de sa carrière, il est commandant de peloton à l'École des sous-officiers des carabiniers à Florence, puis commandant du noyau opérationnel Milano Duomo et des compagnies des carabiniers de Bressanone, Partinico et Roma Montesacro, traitant également des cas de clameur médiatique, tels comme la mort de Vanessa Russo. Après une période de service à l'état-major général de la Défense, il a suivi avec succès le cours ISSMI (Istituto Superiore Stato Maggiore Interforze) à l'Istituto alti studi della difesa (IASD).
Dans la soirée du vendredi 17 juillet 2009, cinq jours à peine après la reprise du service, il est intervenu à Bosco di Nanto ( Vicenza ) aux côtés de ses carabiniers pour amener à la raison un homme de 84 ans qui s'est barricadé chez lui, armé d'un fusil et dans un état de déséquilibre mental. Il est chargé des activités de persuasion et essaie de s'approcher de la porte de la maison sans armes afin d'obtenir la reddition du vieil homme, qui, cependant, lui tire dessus en le frappant à la tête et en le tuant.
Aménager la chambre funéraire à la caserne Chinotto à Vicence, les funérailles sont célébrées sous une forme strictement privée dans l'église de San Domenico à Città di Castello par le vicaire militaire Mons. Angelo Bassi avec le frère prêtre de Gildoni, don Alberto. Le corps est enterré dans le cimetière de Città di Castello.
Pour son comportement face à un risque évident, il a reçu la médaille d'or de la vaillance militaire en mémoire par décret présidentiel du 14 mai 2010. Le 29 mai 2010 porte son nom au siège de la médecine légale de l'hôpital San Bortolo de Vicence. Le 26 avril 2011, le conseil municipal de Città di Castello a décidé de dédier une place du centre-ville à sa mémoire. Le 17 juillet 2011, deuxième anniversaire de sa mort, a lieu la cérémonie officielle de nomination en son nom du Loggiato ex Bufalini et de la place devant lui. Le 11 mai 2013, la caserne des Carabinieri de Thiene, dans la région de Vicenza, porte son nom avec une cérémonie en présence du plus haut représentant du Corp; une plaque en l'honneur de Gildoni est placée à l'entrée du bâtiment.
Le 31 mars 2016, le président de la République italienne, Sergio Mattarella a présidé la cérémonie de nomination de la caserne du quartier général du Commandement des carabiniers Carabinieri Protection du patrimoine culturel à la mémoire de Valerio Gildoni. La famille de l'officier décédé a assisté à la cérémonie, ainsi que le ministre du Patrimoine culturel et du tourisme de la République italienne, l'honorable Dario Franceschini et le commandant général des carabiniers Tullio Del Sette, en présence des plus hautes autorités régionales et provinciales.
Il était marié à la sismologue et volcanologue Barbara Cantucci, mais n'avait pas d'enfants; il était aussi le deuxième cousin du côté maternel de la célèbre actrice italienne Monica Bellucci .
Le 17 juillet 2019 est commémoré le dixième anniversaire de sa mort avec une messe dans la cathédrale de Città di Castello.

## Prix
Médaille d'or pour la valeur militaire
« Avec une ferme détermination et une initiative exemplaire, avec d'autres soldats, il a entamé un délicat travail de persuasion envers un homme qui, en état d'altération psychique, s'était barricadé dans sa propre maison en faisant exploser un coup de feu à l'adresse d'une patrouille de carabiniers auparavant. est intervenu. Conscient de la situation de danger extrême également pour la sécurité des autres présents, avec beaucoup de courage et conscient du risque grave et manifeste, sans utiliser l'arme fournie, il n'a pas hésité à approcher l'homme déséquilibré pour établir un contact direct et le convaincre de renoncer, étant attiré par un coup de feu qui a causé sa mort. Exemple brillant de vertus militaires élues et de sens élevé du devoir, poussé au sacrifice extrême . »
- Nanto (VI), 17 juillet 2009.

## Remarques
1. ↑  Anziano uccide un carabiniere e si barrica in casa. Corriere del Veneto
2. ↑  G. Catenacci, Ruolo degli allievi Scuola Militare Nunziatella 1787-2015. Associazione Nazionale Ex Allievi Nunziatella, Napoli 2015.
3. ↑  Il Giornale di Vicenza.it
4. ↑  «Era un figlio meraviglioso che ci ha resi orgogliosi» Corriere del Veneto
5. ↑  VIDEO: Blitz dei carabinieri, catturato l'anziano di Nanto. Corriere Del Veneto
6. ↑  silenzio di Città di Castello per l'addio al colonnello Gildoni. Corriere del Veneto
7. ↑  Anche Monica Bellucci ai funerali del tenente colonnello Valerio Gildoni. Umbrialeft.it.